# Artur Cederborgh

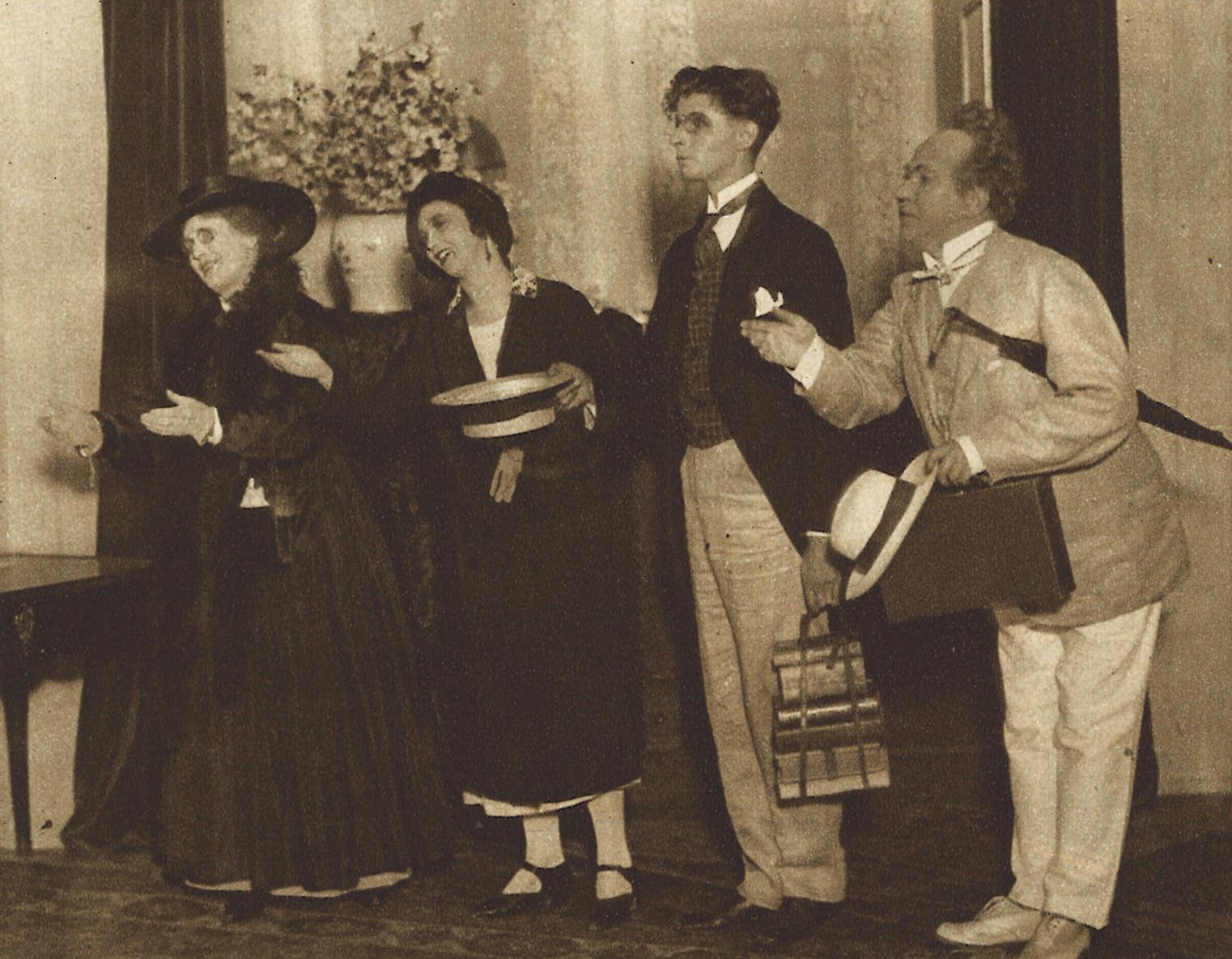
De izq. a der.: Constance Byström, Inga Tidblad, Ragnar Billberg y Artur Cederborgh en la obra Alarmklockan (1925)

Artur Cederborgh (30 de diciembre de 1885 - 15 de abril de 1961) fue un actor teatral y cinematográfico de nacionalidad sueca.

## Biografía
Su nombre completo era Artur Lorentz Cederborgh, y nació en Estocolmo, Suecia. Cursó estudios bajo la dirección de Konstantin Axelsson y Lina Sandell, y actuó para el Svenska teatern de Estocolmo, el Teatro Oscar y el Dramaten, entre otros teatros. 
Actuó por vez primera sobre los escenarios en 1905, y debutó en el cine en 1913, participando en un total de casi ochenta producciones. Fue un actor de reparto con papeles habituales señoriales, con personajes como terratenientes, empresarios, directores o policías.
Miembro del sindicato de actores y artistas Svenska Teaterförbundet, Artur Cederborgh falleció en Estocolmo en el año 1961. Fue enterrado en el Cementerio Norra begravningsplatsen de esa ciudad. Había estado casado desde 1912 con la actriz Maja Cederborgh, relación fruto de la cual nació en 1912 Björn Arthur, y en 1913 Sven Sune.

## Filmografía
- 1919 : Ingmarssönerna
- 1919 : Hemsöborna
- 1919 : Synnöve Solbakken
- 1921 : Kvarnen
- 1925 : Karl XII del II
- 1925 : En afton hos Gustaf III på Stockholms slott
- 1926 : Fänrik Ståls sägner-del I
- 1928 : Gustaf Wasa del II
- 1929 : Rågens rike
- 1930 : Ulla, min Ulla
- 1931 : Trötte Teodor
- 1931 : Flickan från Värmland
- 1931 : Falska miljonären
- 1932 : Svarta rosor
- 1932 : Värmlänningarna
- 1932 : Lyckans gullgossar
- 1934 : Fasters millioner
- 1934 : Atlantäventyret
- 1934 : Arbete!
- 1934 : Anderssonskans Kalle
- 1935 : Smålänningar
- 1935 : Munkbrogreven
- 1935 : Kärlek efter noter
- 1935 : Grabbarna i 57:an
- 1935 : Ebberöds bank
- 1936 : Kvartetten som sprängdes
- 1936 : 65, 66 och jag
- 1937 : Sara lär sig folkvett
- 1937 : Mamma gifter sig
- 1937 : Adolf Armstarke
- 1938 : Styrman Karlssons flammo
- 1938 : Herr Husassistenten
- 1938 : Adolf klarar skivan
- 1939 : Vi på Solgläntan
- 1939 : Rena rama sanningen
- 1939 : Mot nya tider
- 1939 : Filmen om Emelie Högqvist
- 1939 : Åh, en så'n grabb
- 1939 : Adolf i eld och lågor
- 1940 : Snurriga familjen
- 1940 : Beredskapspojkar
- 1940 : Lillebror och jag
- 1940 : Åh, en så'n advokat
- 1941 : Spökreportern
- 1941 : Så tuktas en äkta man
- 1941 : Nygifta
- 1941 : Lasse-Maja
- 1941 : Fröken Kyrkråtta
- 1941 : Bara en kvinna
- 1942 : Ta hand om Ulla
- 1942 : Sol över Klara
- 1942 : Rospiggar
- 1942 : Rid i natt!
- 1942 : En äventyrare
- 1942 : Doktor Glas
- 1943 : I mörkaste Småland
- 1943 : I brist på bevis
- 1943 : Hon trodde det var han
- 1943 : Herre med portfölj
- 1943 : Elvira Madigan
- 1943 : Brödernas kvinna
- 1943 : Aktören
- 1944 : Den heliga lögnen
- 1944 : Vår Herre luggar Johansson
- 1944 : Mitt folk är icke ditt
- 1944 : Snöstormen
- 1944 : Skogen är vår arvedel
- 1944 : Fia Jansson från Söder
- 1944 : Den heliga lögnen
- 1945 : Rosen på Tistelön
- 1945 : Jagad
- 1946 : Åsa-Hanna
- 1946 : Hotell Kåkbrinken
- 1947 : Dynamit
- 1947 : Kvarterets olycksfågel
- 1947 : Försummad av sin fru
- 1947 : Tösen från Stormyrtorpet
- 1948 : Vart hjärta har sin saga
- 1948 : På dessa skuldror
- 1949 : Sven Tusan
- 1949 : Människors rike
- 1951 : Av skadan blir man vis
- 1952 : Kronans glada gossar
- 1954 : Herr Arnes penningar
- 1955 : Giftas
- 1955 : Hemsöborna
- 1955 : Janne Vängman och den stora kometen
- 1957 : Prästen i Uddarbo

## Teatro
- 1911 : Den starkaste, de Clyde Fitch, dirección de Gunnar Klintberg, Svenska teatern[2]
- 1921 : Äkta makar, de Peter Egge, dirección de Torsten Hammarén, Svenska teatern[3]
- 1923 : Lilla modellen, de Rudolf Eger, dirección de Gunnar Klintberg, Svenska teatern[4]
- 1925 : Skuggan, de Dario Nicodemi, dirección de Nils Johannisson, Svenska teatern[5]
- 1925 : Herrn som kommer klockan 5, de Maurice Hennequin y Pierre Veber, dirección de Knut Nyblom y Albert Ranft, Svenska teatern[6]
- 1925 : Alarmklockan, de Maurice Hennequin y Romain Coolus, dirección de Gunnar Klintberg, Vasateatern[7]
- 1925 : Brinnande jord, de François de Curel, dirección de Gunnar Klintberg, Vasateatern[8]
- 1925 : Det stora barndopet, de Oskar Braaten, dirección de Pauline Brunius, Vasateatern[9]
- 1926 : Borgmästarinnan, de Maurice Hennequin y Pierre Veber, dirección de Albert Ranft, Vasateatern[10]
- 1926 : Dollar, de Hjalmar Bergman, dirección de John W. Brunius, Teatro Oscar[11]
- 1926 : Vad varje kvinna vet, de James Matthew Barrie, dirección de Pauline Brunius, Teatro Oscar[12]
- 1926 : Svenska Sprätthöken, de Carl Gyllenborg, dirección de Rune Carlsten, Teatro Oscar[13]
- 1926 : Sanningens pärla, de Zacharias Topelius, dirección de Rune Carlsten, Teatro Oscar[14]
- 1926 : Han som får örfilarna, de Leonid Andréiev, dirección de Gösta Ekman (sénior), Teatro Oscar[15][16]
- 1926 : Moloch, de Erik Lindorm, dirección de John W. Brunius, Teatro Oscar[17][18]
- 1926 : Lycko-Pers resa, de August Strindberg, dirección de Rune Carlsten, Teatro Oscar[19]
- 1927 : Geografi och kärlek, de Bjørnstjerne Bjørnson, dirección de John W. Brunius, Teatro Oscar[20][21]
- 1927 : Pecks äventyr, de Kaja Malmquist, dirección de Rune Carlsten, Teatro Oscar[22]
- 1927 : La fierecilla domada, de William Shakespeare, dirección de Gösta Ekman (sénior) y Johannes Poulsen, Teatro Oscar[23]
- 1927 : Dibbuk - Mellan tvenne världar, de S. Ansky, dirección de Robert Atkins, Teatro Oscar[24]
- 1927 : Gamla Heidelberg, de Wilhelm Meyer-Förster, Teatro Oscar[25]
- 1928 : Gustaf III, de August Strindberg, dirección de Rune Carlsten, Teatro Oscar[26]
- 1928 : Daglannet, de Bjørnstjerne Bjørnson, dirección de Pauline Brunius, Teatro Oscar[27]
- 1928 : Skandalskolan, de Richard Brinsley Sheridan, dirección de Johannes Poulsen, Teatro Oscar[28]
- 1928 : Broadway, de Philip Dunning y George Abbott, dirección de Mauritz Stiller, Teatro Oscar[29]
- 1928 : Hokus-Pokus, de Curt Goetz, dirección de Gösta Ekman (sénior), Teatro Oscar[30]
- 1928 : Julio César, de William Shakespeare, dirección de Rune Carlsten, Teatro Oscar
- 1929 : Den svarta skjortan, de Herbert Grevenius, dirección de Rune Carlsten, Teatro Oscar[31][32]
- 1929 : Kära släkten, de Gustav Esmann, dirección de Rune Carlsten, Teatro Oscar
- 1929 : Så förtjusande människor, de Michael Arlen, dirección de Einar Fröberg, Blancheteatern[33]
- 1930 : Krasch, de Erik Lindorm, dirección de Sigurd Wallén, Folkan[34]
- 1931 : 33.333, de Algot Sandberg, dirección de Sigurd Wallén, Folkan[35]
- 1932 : Svensson, de Gustaf H. Lundberg, dirección de Erik Berglund, Folkan[36]
- 1933 : Sverige är räddat, de Erik Lindorm, Folkan[37]
- 1933 : En kvinna med flax, de Brita von Horn, dirección de Per-Axel Branner, Folkan[38]
- 1934 : En hederlig man, de Sigfrid Siwertz, dirección de Alf Sjöberg, Dramaten
- 1935 : Kvartetten som sprängdes, de Birger Sjöberg, dirección de Rune Carlsten, Dramaten
- 1936 : Kvartetten som sprängdes, de Birger Sjöberg, dirección de Rune Carlsten, Dramaten
- 1936 : Skolka skolan, de Stefan Bekeff y Adorjan Stella, dirección de Carlo Keil-Möller, Vasateatern[39]
- 1937 : Kunglighet, de Robert E. Sherwood, dirección de Harry Roeck-Hansen, Blancheteatern[40]
- 1937 : Vår ära och vår makt, de Nordahl Grieg, dirección de Alf Sjöberg, Dramaten
- 1938 : Värmlänningarna, de Fredrik August Dahlgren y Andreas Randel, dirección de Ernst Eklund, Skansens friluftsteater[41]
- 1938 : La ópera de los tres centavos, de Bertolt Brecht y Kurt Weill, dirección de Ernst Eklund, Teatro Oscar
- 1940 : La tía de Carlos, de Brandon Thomas, dirección de Leif Amble-Naess, Södra teatern y Vasateatern[42][43]
- 1948 : De vises sten, de Pär Lagerkvist, dirección de Alf Sjöberg, Dramaten
- 1950 : Brand, de Henrik Ibsen, dirección de Alf Sjöberg, Dramaten
- 1950 : Ljungby horn, de Frans Hedberg, dirección de Carl-Henrik Fant, Dramaten
- 1950 : Tokiga grevinnan, de Jean Giraudoux, dirección de Olof Molander, Dramaten
- 1950 : Erik XIV, de August Strindberg, dirección de Alf Sjöberg, Dramaten
- 1951 : Ta hand om Amelie, de Georges Feydeau, dirección de Hjördis Petterson, Intiman[44]
- 1953 : Dårskapens timme, de Anna Bonacci, dirección de Per Gerhard, Vasateatern[45]
- 1954 : Kärlekens vals, de Georges Neveux, dirección de Per Gerhard, Vasateatern[46]
- 1954 : Thehuset Augustimånen, de John Patrick, dirección de Sandro Malmquist, Riksteatern[47]